# Ermita del Calvario (Borriol)
La ermita del Calvario, en Borriol, en la comarca española de la Plana Alta en Castellón, es un lugar de culto declarado de modo genérico Bien de Relevancia Local, en la categoría de Monumento de interés local, según la Disposición Adicional Quinta de la Ley 5/2007, de 9 de febrero, de la Generalitat, de modificación de la Ley 4/1998, de 11 de junio, del Patrimonio Cultural Valenciano (DOCV Núm. 5.449 / 13/02/2007), con código autonómico 12.05.031-003.

## Descripción
La ubicación de la ermita es privilegiada, ya que al situarse en la cima del montículo por donde discurre el vía crucis, las vistas de la zona son espectaculares. Este vía crucis sube serpenteando la cuesta, acompañado por cipreses que custodian las estaciones del mismo.
Pese a que se inició la construcción de una ermita ya en el siglo XVII, en concreto alrededor de 1684 gracias a Pedro Boïl, Señor de Borriol, este edificio necesitó ser totalmente restaurado y reedificado, por lo que se considera que realmente la ermita data del siglo XIX, y que ha conservado todo su esplendor hasta nuestros días.
Es un edificio de dimensiones intermedias, con planta rectangular y techo a dos aguas. Su construcción tuvo que tener en cuenta los desniveles debidos a la ubicación que tenía. Para vencer estos problemas arquitectónicos se construyeron una plaza abalconada, decorada con tres grandes cruces de piedra y en la superior se edificó la ermita a cuyo interior se accede subiendo una escalinata.
La fachada de la ermita presenta un alto zócalo que enmarca la puerta rectangular, que se encuentra en el centro del eje de simetría y a ambos lados presenta sendos vanos con rejas. En la parte superior del vano de la derecha se observa un retablo cerámico con la Pasión de Cristo. La fachada se remata con un frontón mixtilíneo, que se decora con pilastras y una espadaña acabada en tejado y que tiene una campana de 35 centímetros de diámetro y un pero de unos 25 kilogramos, datada en 1959, obra del fundidor Salvador Manclús de Valencia. En el centro del frontón un pequeño óculo que presenta decoración cerámica formando una cruz.
La ermita es el escenario del final de la escenificación de la Pasión de Cristo que llevan a cabo los habitantes de Borriol, con el nombre de "Nueva Jerusalén", durante las celebraciones de la Semana Santa.